# Iliuixin Il-2
L'Iliuixin Il-2 (rus: Илью́шин Ил-2), conegut també com a Xturmovik (rus: Штурмови́к), fou un avió d'atac a terra produït per la Unió Soviètica en gran nombre durant la Segona Guerra Mundial. L'Il-2 mai no va rebre un nom oficial i "xturmovik" és la paraula genèrica russa que significa "avió d'atac a terra". La paraula també apareix a les fonts occidentals com a Stormovik i Sturmovik,cap de les quals dona una pronunciació correcta del mot original rus.
Amb 36.183 unitats de l'Il-2 produïdes durant la guerra, i en combinació amb el seu successor, l'Iliuixin Il-10, es van construir un total de 42.330 unitats, cosa que el converteix en l'avió militar més produït de la història de l'aviació, així com un dels avions pilotats més produïts de la història juntament amb el civil americà de postguerra Cessna 172 i el propi de la Unió Soviètica, i contemporani biplà polivalent, Polikàrpov Po-2 Kukurúznik.
Per als pilots Il-2, l'avió era simplement el diminutiu "Iliuixa". Els dissenyadors van anomenar l'avió desenvolupat per ells "el tanc volador", rus: Летающий танк Letaiusxi tank. Els pilots de caces de la Luftwaffe li van donar el pseudònim d'"avió de formigó", alemany: Betonflugzeug. Segons alguns autors soviètics, els soldats de la Wehrmacht l'anomenaven "la mort negra", alemany: Schwarzer Tod. La seva denominació OTAN durant la postguerra fou "Bark". L'Il-2 va participar en batalles en tots els teatres d’operacions militars de la Gran Guerra Patriòtica, així com en la Guerra sovièticojaponesa. Quan les fàbriques van quedar enrere en els lliuraments, Ióssif Stalin va dir als responsables de les fàbriques que els Il-2 eren "tan essencials per a l'Exèrcit Roig com l'aire i el pa".

## Disseny i desenvolupament

### Orígens

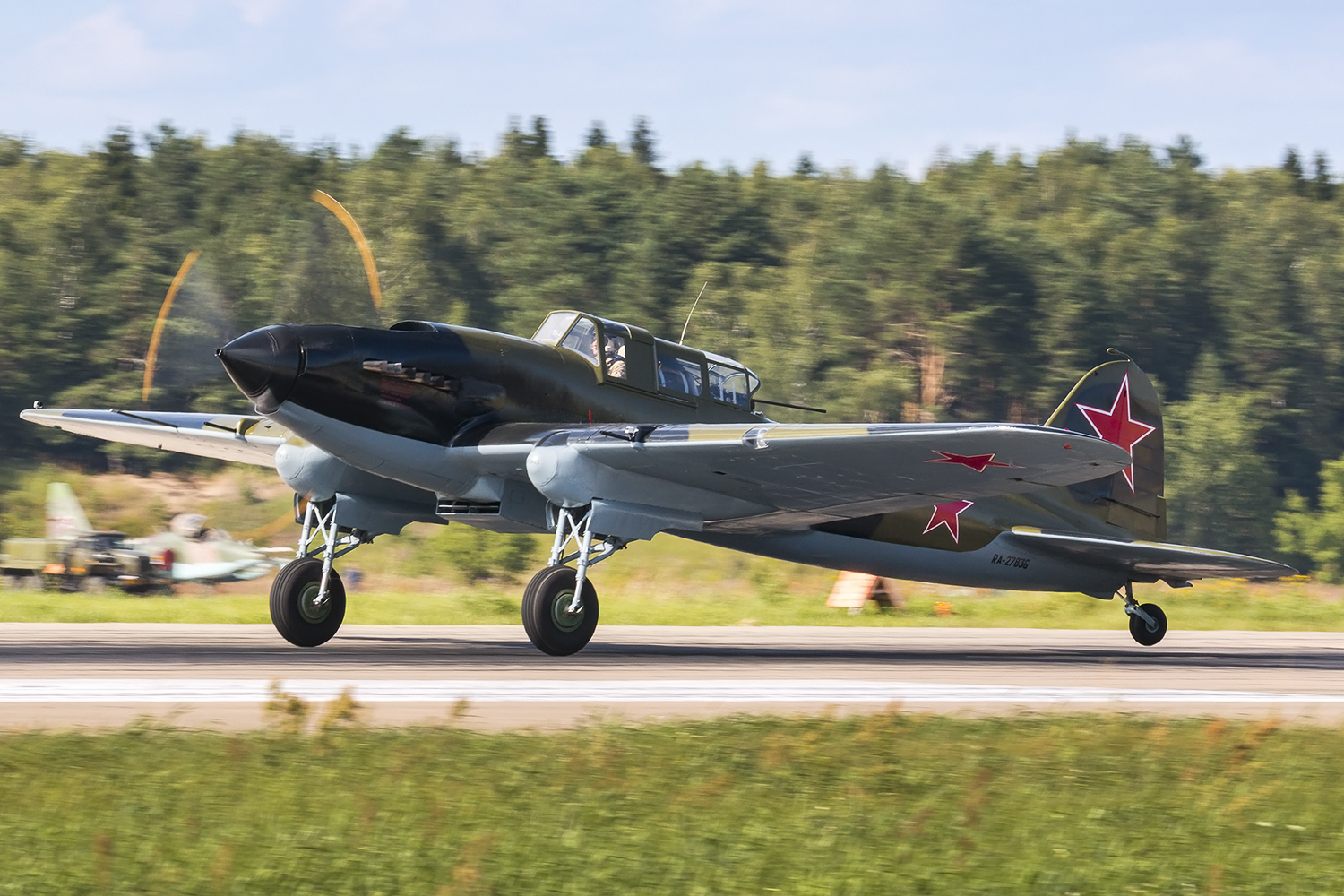
Il-2M a l'exhibició aèria MAKS

La idea d’un avió blindat d’atac terrestre soviètic data dels primers anys 30, quan Dmitri Pàvlovitx Grigoróvitx va dissenyar els biplans blindats TX-1 i TX-2.No obstant això, els motors soviètics en aquell moment no tenien la potència necessària per proporcionar al pesat avió blindat un bon rendiment. L’Il-2 va ser dissenyat per Serguei Iliuixin i el seu equip a l'Oficina Central de Disseny el 1938. El TsKB-55 era un avió de dos seients amb una carcassa blindada que pesava 700 kg, i protegia la tripulació, el motor, els radiadors i el dipòsit de combustible.
El pes màxim d'enlairament de l'avió era de més de 4.700 kg, de manera que el pes del blindatge era aproximadament el 15% del pes brut de l'avió preparat per al vol. Un tret característic de l'avió d'Iliuxin, entre altres avions d'atac a terra de la Segona Guerra Mundial, va ser l'ús del blindatge com a superfície de suport del fuselatge, la qual cosa reduïa significativament el pes de l'avió. El prototip TsKB-55 va fer el seu primer vol el 2 d'octubre de 1939, va guanyar el concurs d'un avió per a l'Exèrcit Roig enfront del disseny del Su-6 de Pàvel Sukhoi  i va rebre la designació BX-2
El BX-2, però, era massa pesat per al motor original Mikulin AM-35, que generava 1.022 kW (1.370 CV) de potència i el rendiment només era satisfactori a gran altitud. Per aquest motiu, el mateix Iliuixin va decidir redissenyar el seu avió en una variant més lleugera i monoplaça designada com a TsKB-57. Així doncs, es va abandonar l'opció de l'artiller, la plaça del darrere es va cegar amb una placa blindada i es va fer servir un dipòsit de combustible addicional, cosa que augmentava l’abast operacional de l’avió. La nova versió va rebre un motor Mikulin AM-38, que oferia un millor rendiment a altituds més baixes. El TsKB-57 va enlairar-se per primera vegada el 12 d'octubre de 1940.La versió de preproducció va passar les proves el març de 1941 i se li va canviar el nom a Il-2 a l'abril. Els lliuraments a les unitats operatives van començar el maig de 1941.Els prototips TsKB-55 i TsKB-57 es van produir a la planta núm. 39 de Moscou, al costat de la qual hi havia l’oficina de disseny d'Iliuxin.
El 1942, a causa de la manca de motors AM-38F (les fàbriques s'havien traslladat a la part més profunda de l'URSS), es van proposar motors estrella AX-82 del projecte Xvetsov per a la propulsió de tancs voladors, però l'AX-82 també es va utilitzar en els nous avions de combat LA-5, de manera que tots els motors Xvetsov, van ser enviats a les fàbriques productores de Làvotxkins.
A causa del fet que l'Il-2 no tenia una arma defensiva, es van registrar greus pèrdues. El comandament d’aviació va exigir el retorn a la variant biplaça, la qual cosa va fer a finals de 1942. El fuselatge, però, va romandre invariable, de manera que la placa blindada de 6 mm (des del fons del fuselatge) només protegia les cames de l'artiller. A més, s'utilitzava un carenat sobre el cap de l'artiller, que era una extensió de la cabina del pilot.
Al seu successor, l'Ile-10, es va utilitzar una protecció completa de la tripulació amb plaques de blindatge. La seva producció va començar el 1944.

### Descripció tècnica
L’Il-2 era un avió monomotor mixt d'ala baixa, especialment dissenyat per a missions d’atac a terra. La tripulació de l'avió estava formada per 2 persones (en versions anteriors només una). L'ala estava dividida en tres parts: dues ales i una ala central. Al centre de l'ala central hi havia un dipòsit de bombes i, en els seus extrems, les navetes del tren d'aterratge. El fuselatge estava dividit en dues parts. La part frontal estava coberta amb una cuirassa blindada, la part posterior era de construcció mixta o metàl·lica. El blindatge estava format per plaques d'acer gruixudes unides amb reblons AB-1 (AB-2), que protegien el motor, la cabina, els refrigeradors d'oli i refrigerants i els dipòsits de combustible. Aquesta autèntica armadura no estava simplement "continguda" ni "recolzada" sobre el fuselatge, sinó que en formava part integral, amb un estalvi de pes i una protecció més efectiva i completa, amb gruixos d'entre 4 i 12 mm. A part d'això, el fuselatge estava format per panells de duralumini de 5 mm de gruix, que "xapaven" la màquina de manera que dificultaven la perforació per trets de petit calibre. L'Il-2 en canvi, era majoritàriament de fusta.

### Motor

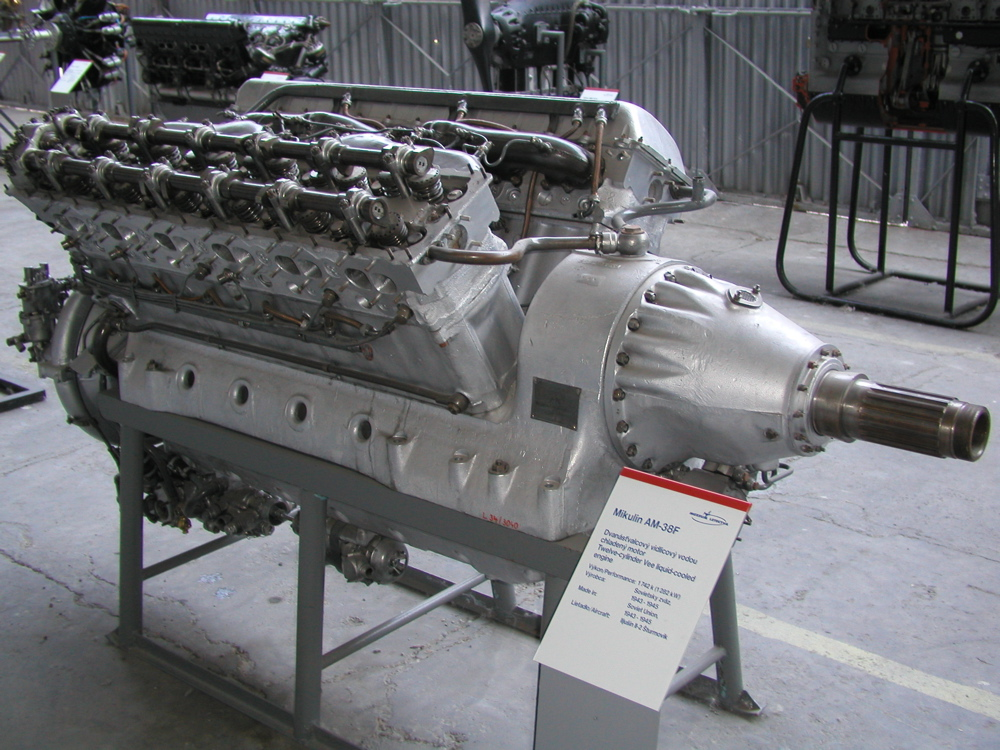
Un motor AM-38F que equipava l'Iliuixin Il-2.

Muntava un Mikulin AM-38, de moviment alternatiu, 12 cilindres en V, amb obertura de cilindres de 60°. Va ser dissenyat per Aleksandr Mikulin. Era refrigerat per líquid i desenvolupava una potència de 1600 a 1700 CV (AM-38F). La vida útil màxima de la unitat era de només 150 hores.

### Armament
Canons:
- 2 canons muntats a la vora principal de les ales (inicialment - canons XVAK de 20 mm, a la sèrie principal - canons VIa de 23 mm, versió antitanc - canons NS de 37 mm). També hi havia plans per armar l'Il-2 amb canons NS-45 (45 mm).
- 2 metralladores XKAS (7,62 mm) muntades a la vora principal de les ales
- 1 metralladora Berezin UBT de 12,7 × 108 mm dirigida manualment a la cabina del darrere.

Coets:
- 8× coets RS-82 o
- 4× coets RS-132

Bombes:
- 6× 100 kg a les navetes de les ales i a les ales inferiors o
- 4× dispensadors per a 48 bombes antiblindatge de 2.5 kg cadascuna (192 kg total) a les navetes de les ales.

## Producció
A principis de 1941, l'Il-2 es va ordenar a la producció en quatre fàbriques, i finalment es va produir en major nombre que qualsevol altre avió militar de la història de l'aviació, però quan l'Alemanya Nazi va envair la Unió Soviètica el 22 de juny de 1941, només la Fàbrica Estatal d'Aviació 18 a Vorónej i la fàbrica 381 a Leningrad havien començat la producció, amb 249 construïdes en el moment de l'atac alemany.
La producció a principis de la guerra va ser lenta perquè després de la invasió alemanya, les fàbriques d’avions prop de Moscou i d'altres ciutats importants de l’oest de Rússia van haver de ser traslladades a l'est dels Urals. Iliuixin i els seus enginyers van tenir temps de fer les correccions i millores necessàries a l'avió. Dos mesos després del trasllat, les plantes van reprendre la producció dels Il-2. No obstant això, el volum de producció no va satisfer Ióssif Stalin, que va enviar telegrames als responsables de les fàbrica, Xenkman i Tretiakov:
| «        | Heu defraudat el nostre país i el nostre Exèrcit Roig. Fins ara heu tingut el coratge de no fabricar cap IL-2. Ara el nostre Exèrcit Roig necessita avions IL-2 com l’aire que respira, com el pa que menja. Xenkman produeix un IL-2 al dia i Tretiakov fabrica un o dos MiG-3 diàriament. És una burla al nostre país i a l'Exèrcit Roig. Us demano que no poseu a proveu la paciència del govern i us demano que fabriqueu més ILs. Aquesta és la meva última advertència. | » |
| — Stalin | |   |

Com a resultat, la producció de Xturmoviks va augmentar immediatament. La noció de Stalin que l'Il-2 era "com el pa" per a l'Exèrcit Roig es va imposar a les plantes d'avions d'Iliuixin i l'exèrcit aviat va tenir els seus Xturmoviks disponibles en quantitat".

### Nombre d'unitats
Font:
| Fàbrica              | 1941 | 1942 | 1943   | 1944   | 1945 |
| -------------------- | ---- | ---- | ------ | ------ | ---- |
| Núm. 1 (Kúibixev)    | 5    | 2991 | 4257   | 3719   | 957  |
| Núm. 18 (Kúibixev)   | 1510 | 3942 | 4702   | 4014   | 931  |
| Núm. 30 (Moscou)     | –    | 1053 | 2234   | 3377   | 2201 |
| Núm. 381 (Leningrad) | 27   | 243  | –      | –      | –    |
| Suma                 | 1542 | 8229 | 11 193 | 11 110 | 4089 |

Nombre d'unitats produïdes: 36.154, incloses 35.668 durant la guerra

### Versions

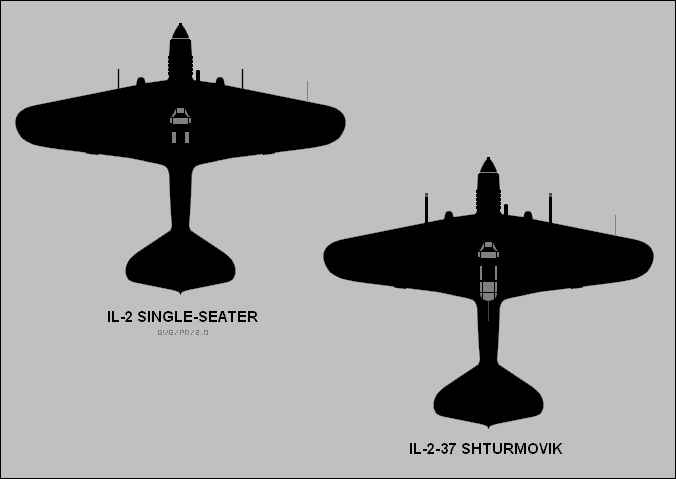
Perfils de la versió monoplaça (esquerra) i de dos seients de l'Il-2

La màquina es va produir com a variant per a un sol tripulant (pilot) i per a dos tripulants (pilot i artiller posterior). Es van utilitzar diverses tecnologies en la producció i es van utilitzar materials fàcilment disponibles, per exemple, el 1941, en alguns exemples es van instal·lar aletes de cua metàl·liques o reforços de fuselatge addicionals. Els motors, els equips i les armes també van canviar.
TsKB-55
Prototip biplaça, motor AM-35, primer vol el 2 d’octubre de 1939.
BX-2
Designació VVS per al prototip TsKB-55.
TsKB-57
Prototip monoplaça, motor AM-38, primer vol el 12 d’octubre de 1940.
Il-2 (TsKB-57P)
Primera versió monoplaça produïda en sèrie, amb el motor Mikulin AM-38 (1600 CV). Primer vol el 29 de desembre de 1940. Alguns avions foren lliurats a unitats de combat al maig-juny de 1941. Reanomenat com a Il-2 a l’abril de 1941. Canons de 20 mm XVAK o 23 mm VIa-23 (depenent de la fàbrica on es fabriqués l'Il-2). A causa de les grans pèrdues de la versió monoplaça, algunes de les unitats es van modificar com a versió biplaça.
Il-2 biplaça
Versió biplaça, motor AM-38, primera acció el 30 d'octubre de 1942 a prop de Stalingrad. La càrrega màxima de bombes s'havia reduït de 600 a 400 kg. S'utilitzà a les vores de les formacions de vol per a la defensa contra els caces alemanys. La versió va ser substituïda ràpidament per l'Il-2 (1943).
Il-2 (1943)
Conegut a Occident com a "Il-2M" amb el nou motor AM-38F. Els primers avions es van lliurar a unitats de combat a principis de 1943. Inicialment anaven armats amb canons XVAK de 20 mm, substituïts posteriorment per canons VIa de 23 mm.
Il-2 NS-37
Conegut a Occient com a "Il-2 Tipus 3M". Basat en l'Il-2 biplaça, armat amb un Nudelman-Surànov NS-37 amb beines de canons conformades sota les ales, en lloc dels canons de 20/23 mm, aquesta versió era un intent de crear un avió antitanc, i fou utilitzat per primera vegada en combat durant la batalla de Kursk. No obstant això, la seva eficàcia del combat fou bastant baixa i la producció de la variant es va limitar a uns 3.500. A més, la càrrega de la bomba es va reduir de 600 a 200 kg. Va ser substituït pels atacants Il-2 convencionals armats amb minibombes acumulatives.
Il-2 producció 1944 "ala amb flexta"
A Occident es coneix com a "Il-2M3" o "Il-2 Tipus 3". Es van introduir algunes millores estructurals i aerodinàmiques en la modificació. En lloc d'un dipòsit metàl·lic, es va instal·lar un de fibra de vidre, que segellava automàticament petits forats després de les explosions. No obstant això, el canvi principal va ser el canvi en l'angle d'atac de les ales, que eren de duralumini. L'ús de metall va augmentar la vida útil de les seves estructures i va facilitar les reparacions i inspeccions. També es van afegir molls i contrapesos al timó d’alçada dissenyat per Mikhaïl Mil, la qual va millorar l'estabilitat i la maniobrabilitat de la màquina fins a tal punt que el biplaça era tan maniobrable i estable com la versió monoplaça. A finals de 1944, les plantes d'aviació núm. 1, 18 i 30 havien construït 7377 unitats que van ser lliurades a l'Exèrcit Roig.
Il-2U
Versió d'entrenament, coneguda també com a UIl-2. Tenia una metralladora a l’ala i una guia de muntatge de coets.
Il-2T
Avió torpediner - bombarder dissenyat per a la Marina soviètica, que podia portar un torpede amb un calibre de 45 cm. Per reduir-ne el pes, es van eliminar els canons VIa de 23 mm.
Il-2I
Avió de combat blindat que va romandre en la fase de prototip. El concepte es basava en diversos caces que lluitaven contra els bombarders de la Luftwaffe. El projecte es va interrompre a causa de la baixa velocitat de l'avió, que només podia combatre els vells i lents bombarders alemanys.
Il-2KR
Avió de reconeixement, produït en massa des de mitjan 1943. Estava equipat amb una ràdio de llarg abast i una càmera fotogràfica AFA-1 o AFA-1M. Després d'introduir les càmeres a la sèrie Xturmovik, la seva producció es va interrompre..

## Historial operatiu

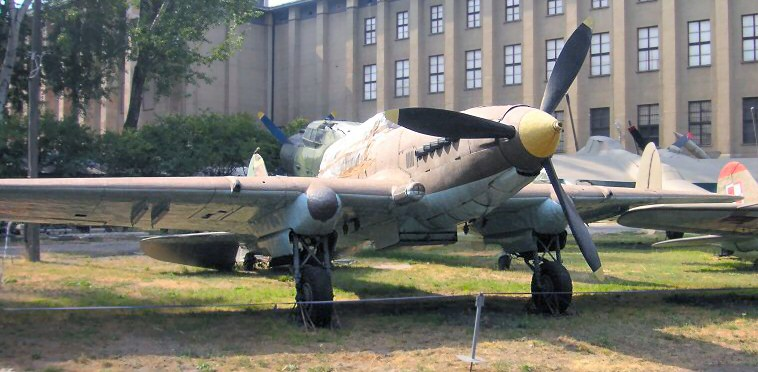
Il-2 al Museu de l'Exèrcit Polonès a Varsòvia.

### Ús inicial i confusió operativa
El primer ús en combat de l'avió Il-2 va tenir lloc amb el 4t XAP (Regiment d'Atac a Terra) sobre el riu Berézina dies després de l'inici de la invasió alemanya. L’avió era tan nou que els pilots no tenien cap entrenament en les característiques o tàctiques de vol, i el personal de terra no tenia entrenament en el manteniment ni el rearmament. La formació rebuda només permetia als pilots d'enlairar-se i aterrar; cap dels pilots no havia disparat l'armament, i encara menys havia après tàctiques i tècniques d'atac..
Com a resultat de tot plegat, els primers combats van acabar en una derrota completa.
| « | Com a resum de l'any 1941, es pot dir que fou un dels períodes més tràgics de la història del personal dels Xturmoviks. Els pilots van ser entrenats de pressa i llançats al front, on van ser abatuts en massa. (...) Per exemple, el 280 XAP va perdre 11 avions en els tres dies de la segona dècada d'octubre. Només el 10 d’octubre, tres dels cinc avions no van tornar a la base i els que es trobaven a l’aeroport es trobaven en un estat lamentable. | » |

El dia de la invasió alemanya, només hi havia 249 Xturmoviks a disposició de l'Exèrcit Roig. En els primers tres dies, el 4t XAP van perdre 10 avions en combat i altres 19 van ser destruïts o greument danyats a causa de la formació insuficient dels pilots. Per aquest motiu, van morir 20 aviadors.El 10 de juliol, les forces de 4t XAP van disminuir a deu avions, dels 65 disponibles a mitjan juny.

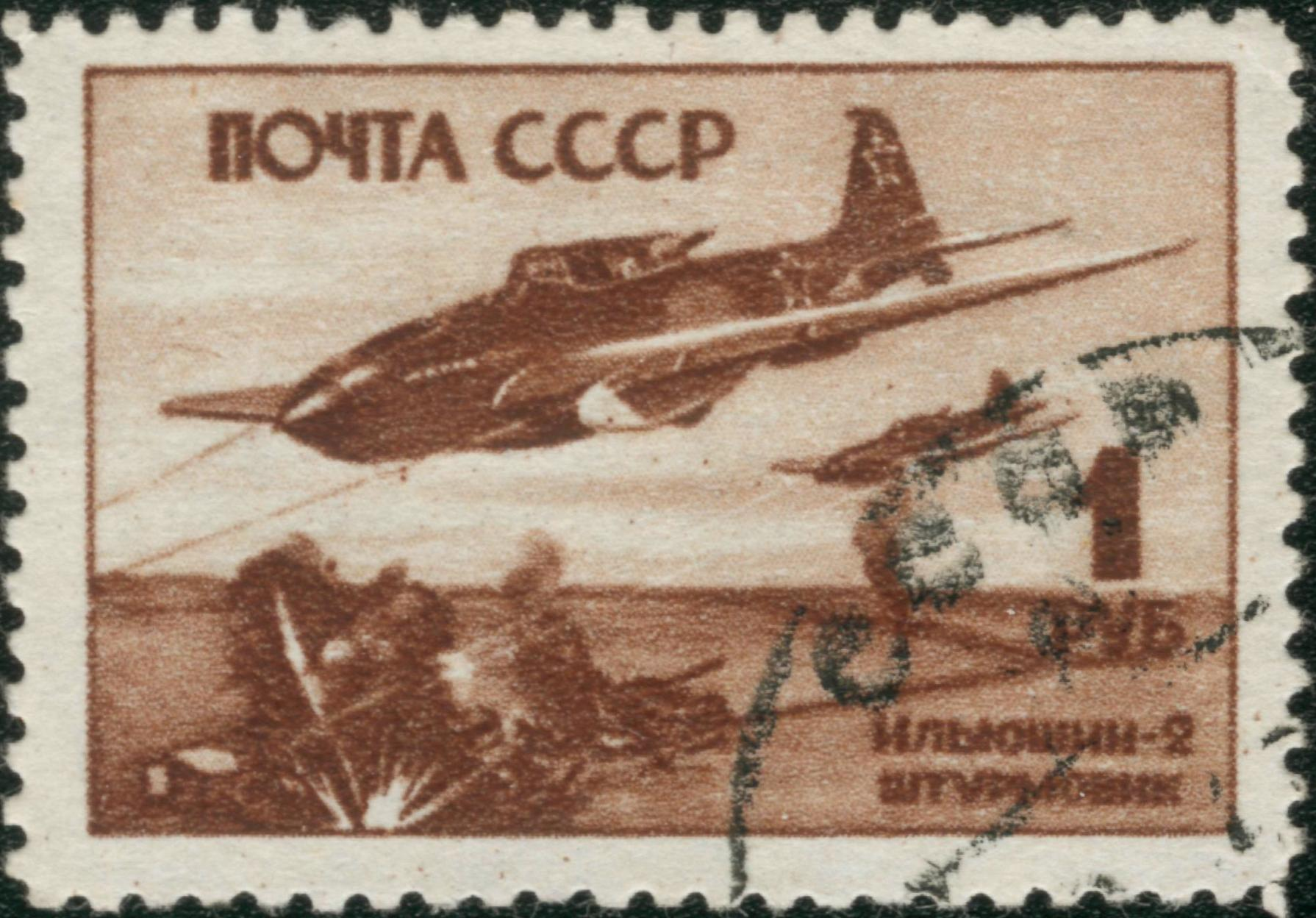
Segell postal soviètic amb l'avió Il-2 atacant, 1945

Tenint en compte l'elevat risc dels vols amb l’Il-2, s'atorgava el títol d'Heroi de la Unió Soviètica per 10 vols. Segons altres fonts, fins al 1943 el títol d'Heroi de la Unió Soviètica s'atorgava per 30 missions de combat, però més tard aquest límit va augmentar a 40-50. Segons les estadístiques oficials del personal d'aviació de l'Exèrcit Roig, de prop de 1.500 unitats lliurades el 31 de desembre de 1941, 1.100 d'elles es van perdre.

### Noves tàctiques
Les tàctiques van millorar a mesura que les tripulacions soviètiques es van acostumar als punts forts de l'Il-2. En lloc d'un enfocament recte horitzontal baix a 50 metres d'altitud, l'objectiu es mantenia generalment a l'esquerra del pilot i es feia un gir i un picat de 30 graus, utilitzant un assalt esglaonat de quatre a dotze avions a la vegada, amb la qual cosa l'objectiu estava sota foc constant.
Tot i que els coets RS-82 i RS-132 de l'Il-2 podien destruir vehicles blindats amb un sol impacte, eren tan imprecisos que els pilots experimentats de l'Il-2 utilitzaven principalment el canó. Una altra arma potent dels Il-2 eren les minibombes de càrrega buida PTAB.S'anomenaven PTAB-2.5-1.5, ja que tenien un pes total de 2,5 kg i una càrrega explosiva d’1,5 kg. Es podien transportar fins a 192 d'aquestes bombes en quatre dispensadors externs (bombes de dispersió) o fins a 220 a les bodegues d'armes ventrals dels panells de les ales internes. La càrrega HEAT podia penetrar fàcilment al blindatge superior, relativament prim, de tots els tancs pesats alemanys de l'època. Els PTAB es van utilitzar per primera vegada a gran escala a la batalla de Kursk.
Més tard, l'Il-2 va ser àmpliament utilitzat al Front Oriental. L’avió podia volar en condicions de poca llum i portava armes capaces de perforar el gruixut blindatge dels tancs Panther i Tiger.

### Efectivitat com a avió d'atac

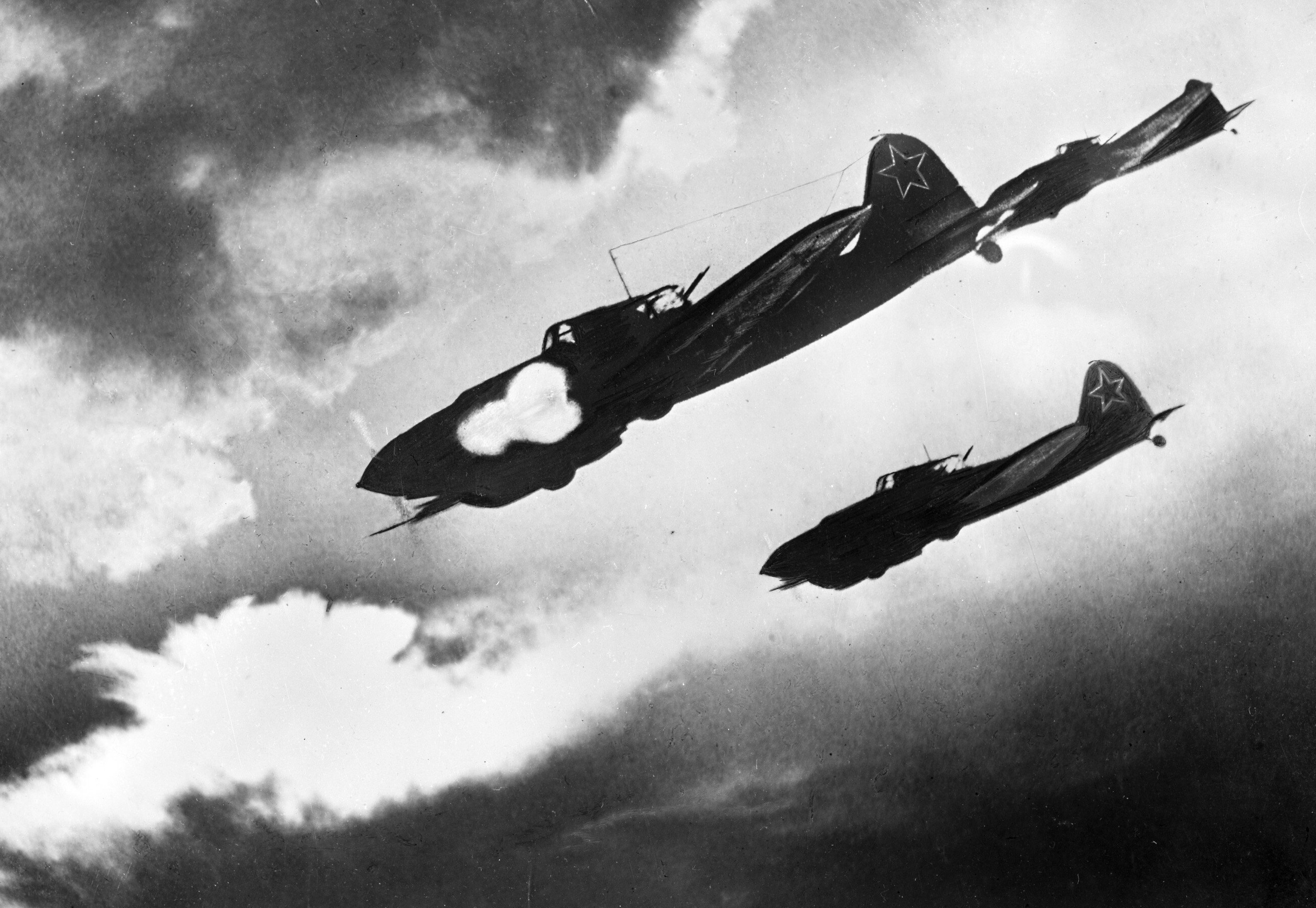
Avions soviètics Il-2 ataquen una columna alemanya durant la batalla de Kursk

Les veritables capacitats de l’Il-2 són difícils de determinar a partir de proves documentals existents. W. Liss a Aircraft profile 88: Ilyushin Il-2 esmenta la participació d'avions en els combats a prop de Kursk el 7 de juliol de 1943, on 70 tancs de la 9a Divisió Panzer alemanya van ser destruïts per diversos Il-2 en 20 minuts. En un altre informe de l'acció del mateix dia, una publicació del personal soviètic afirma que:
| « | Les Forces Terrestres aprecien el treball de l’aviació al camp de batalla. En molts casos, els atacs de tancs enemics van ser aturats pel suport aeri. Així, el 7 de juliol es va frustrar un atac blindat contra el 13è Exèrcit prop de la ciutat de Kaixara. Els nostres avions van fer tres poderosos atacs en grups de 20 a 30 avions, que van provocar la destrucció i la inhabilitació de 34 tancs. L'enemic es va veure obligat a cessar els seus atacs i retirar les restes de les seves tropes al nord de Kaixara. | » |
| — | |   |

A la batalla de Kursk, el general Vassili Riazànov es va convertir en un mestre en l'ús d'avions d'atac en massa, i va desenvolupar i millorar les tàctiques de les operacions Il-2 en coordinació amb la infanteria, l'artilleria i les tropes blindades. Els Il-2 de Kursk utilitzaven la tàctica del "cercle de la mort": fins a vuit Xturmoviks formaven un cercle defensiu. Cada avió protegia el que tenia al davant amb les seves metralladores davanteres, mentre que els Il-2 individuals sortien del cercle, atacaven un objectiu, i tornaven a unir-se al cercle.Més tard, Riazànov va ser guardonat amb l'Estrella d'Or de l'Heroi de la Unió Soviètica dues vegades, i el 1r Cos d'Aviació d'Asalt sota el seu comandament es va convertir en la primera unitat a la qual es va atorgar el títol honorífic de Guàrdies. El 1943, per cada 26 sortides de Xturmoviks es produïa una pèrdua. Aproximadament la meitat dels avions perduts van ser abatuts per caces enemics. La resta va caure pel foc antiaeri.
Altres estudis sobre els combats a Kursk suggereixen que molt poques de les pèrdues de blindats alemanys van ser causades per l'IL-2 o qualsevol altre avió soviètic. De fet, les pèrdues totals de tancs alemanys a la batalla de Kursk van ascendir a 323 tancs totalment destruïts, la gran majoria amb canons antitancs i vehicles de combat blindats. A més, és difícil trobar res de primera mà per part de les tripulacions alemanyes de Panzers al front oriental que descrigui alguna cosa més que la pèrdua ocasional de tancs per atacs aeris directes. La gran majoria, al voltant del 95-98%, de les pèrdues de tancs es van deure a armes antitancs enemigues, tancs, mines, artilleria i assalt d’infanteria, o simplement abandonades com a pèrdues operatives (com ara avaries mecàniques o quedar-se sense combustible), cosa que va passar sobretot durant els darrers onze mesos de la guerra.
Durant la batalla de Kursk, el VVS Il-2s va reclamar la destrucció de no menys de 270 tancs (i 2.000 homes) en un període de només dues hores contra la 3a Divisió Panzer. No obstant això, l'1 de juliol, el 6è Regiment Panzer de la 3a Divisió Panzer tenia només 90 tancs, 180 menys del que es va declarar que s'havien destruït. L'11 de juliol (molt després de la batalla), la 3a Divisió Panzer tenia encara 41 tancs operatius.
La 3a Divisió Panzer va continuar lluitant durant tot el juliol, principalment amb el 48è Cos Panzer. No va registrar cap pèrdua extraordinària en l'atac aeri durant aquest període. Igual que amb les altres divisions Panzer de Kursk, la gran majoria de les pèrdues de tancs de la 3a Divisió Panzer es van deure a les armes antitanc soviètiques.
Potser l’afirmació més extraordinària dels Il-2 de la VVS és que, durant un període de quatre hores, van destruir 240 tancs i en el procés van acabar pràcticament amb la 17a Divisió Panzer. L'1 de juliol, la 17a Divisió Panzer tenia només un batalló de tancs (el II./Pz Rgt 39), amb 67 tancs, 173 menys dels que s'afirmava que havien destruït els avions. La 17a Divisió Panzer no era ni tan sols al sector d'atac principal, sinó més al sud amb el 24è Cos Panzer del 1r Exèrcit Panzer. El 17è Panzer no va registrar cap pèrdua anormal a causa dels avions l'estiu de 1943 i es va retirar cap a l'oest amb el Grup d'Exèrcits Sud més avançat l'any, encara intacte.
El pesat blindatge de l’Il-2 també significava que normalment portaria càrregues de bombes relativament lleugeres, cosa que, juntament amb la poca precisió dels seus atacs, el convertiren en un avió d’atac molt menys mortal que els bombarders de combat aliats contemporanis com ara el Republic P-47 Thunderbolt i el Hawker Typhoon. Quatre o vuit coets per Il-2 amb una ogiva d'un màxim de 0,9 kg de càrrega explosiva (RS-132) en comparació amb el P-47, que solia portar deu coets HVAR amb una ogiva de 21 kg o els 8-12 coets RP de 27 kg del Typhoon-3. De la mateixa manera, les bombes de l'Xturmovik de 50 kg (amb menys freqüència de 100 kg) eren massa petites per compensar l’alta inexactitud.

### "El tanc volador"
A causa del seu bon blindatge, l'Il-2 era força resistent tant al foc de metralladores terrestres com a la fragmentació de les armes antiaèries. Els avions tornaven a llurs bases moltes vegades malgrat greus danys a la superfície, amb nombrosos orificis al blindatge principal Els pilots de l'Eix atacaven els Iliuxin de vol lent disparant contra la cabina del Xturmovik des d'un vol en picat.Diversos asos de la Luftwaffe van atacar amb èxit les formacions d'Iiliuxin des de baix, evitant així el foc des de la posició de l'artiller posterior i intentant disparar contra un refrigerador d'oli desprotegit des de baix. L’Il-2 tenia poques possibilitats d’escapar durant el combat aeri a causa de la seva baixa velocitat i maniobrabilitat.
Els canons antiaeris alemanys eren una greu amenaça per a l’Il-2. En entrevistes de la postguerra, els pilots de tancs voladors van esmentar els canons de 20 i 37 mm com les seves principals amenaces. Els canons Flak 18 de 88 mm no eren tan efectius a causa del seu baix índex de foc. Els avions de vol baix eren un objectiu massa ràpid per a elles. De la mateixa manera, els intents d’utilitzar armes de 76 mm més pesades a Finlàndia l'estiu de 1944 per donar suport a les armes més petites de 20/37 mm van acabar fracassant. Les grans armes van registrar només uns quants abatiments d’avions soviètics. Els trets individuals des de baix amb canons de 20 mm sovint resultaven massa ineficaços per abatre un avió blindat. No obstant això, un tret de canó de 37 mm solia ser suficient per abatre l'Il-2.
El blindatge de 4-6 mm de gruix que envoltava el motor i la cabina era capaç de suportar bales de metralladores de petit i mitjà calibre.. L'artiller del darrere ja no tenia tan bona protecció com el pilot, cosa que va provocar fins a set artillers morts per cada pilot mort. Les grans pèrdues entre les tripulacions soviètiques foren també el resultat de les tàctiques adoptades pel comandament: fins i tot avions sense munició feien vols sobre els objectius per, d'aquesta manera, intimidar l'exèrcit enemic. Els soldats alemanys es referien a ell com a Carnisser (en alemany Schlächter), Picadora de carn (Fleischwolf), El Gustav de ferro (Eiserner Gustav).A l'Exèrcit Roig, l'avió rebia el nom de Горбатый (Geperut), per la forma característica del fuselatge. Els dissenyadors li van donar el sobrenom de Летающий танк (Tanc volador). Els pilots de la Luftwaffe, al seu torn, es referien al disseny soviètic com a Betonflugzeug (Avió de formigó) i Zementbomber (Bombarder de ciment). Contràriament a la propaganda soviètica, el terme "Pesta Negra", suposadament donat a l'Il-2 pels soldats alemanys, mai no va existir.

### Artiller posterior

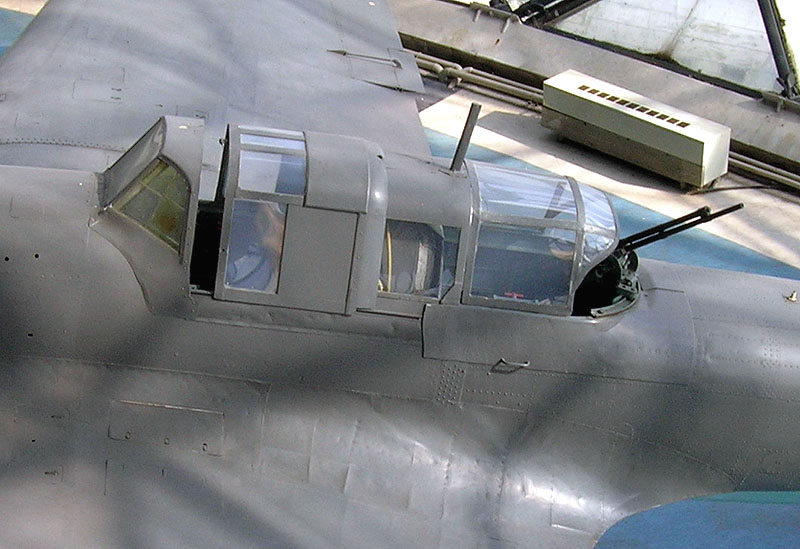
Cabina d'un Il-2M. Museu de l'Aviació a Belgrad, Sèrbia

A causa de les grans pèrdues causades pels atacs dels caces enemics, les autoritats van obligar Iliuixin a reintroduir l'artiller posterior i, per tant, el febrer de 1942 es va reactivar el projecte d'avió biplaça. Aquesta versió es va anomenar Il-2M. Inicialment, simplement es tallava un forat al carenat posterior, en el qual es col·locava el seient de lona i la metralladora UBT, muntada sobre un petit suport. El muntatge de la semi-torreta permetia disparar la metralladora amb angles de fins a 35° cap amunt, 35° cap a estribord i 15 ° cap a babord. Les proves van demostrar que la velocitat màxima disminuïa entre 10 i 20 km/h i que el biplaça era més difícil de pilotar perquè el centre de gravetat es desplaçava cap enrere.
A principis de març de 1942, un Il-2 amb dos seients de fàbrica, i amb la cabina del nou artiller, va començar les proves del fabricant. La segona cabina i l'armament van augmentar el pes total en 170 kg, de manera que es va permetre el desplegament dels flaps en un angle de 17° per evitar una llarga durada d'enlairament. La nova variant tenia un compartiment allargat del fuselatge amb un dosser ampliat que oferia una certa protecció contra els elements atmosfèrics. A diferència de la cabina del compartiment del pilot, ben blindada, amb revestiment d’acer de fins a 12 mm (0,47 polzades) de gruix per darrere, per sota i per ambdós costats, així com seccions de vidre de fins a 65 mm, l’artiller posterior comptava només amb un blindatge de 6 mm de gruix, eficaç només contra les rondes de calibre de rifle, de manera que la proporció de morts era d’1:7 (per cada pilot, set artillers). L’única arma que li permetia de “sobreviure” era l'esmentada metralladora.
Per millorar el rendiment, L'Oficina de Disseny Mikulin va començar a treballar en un motor AM-38 elevat. Els nous motors produïen 1.300 kW (1.700 CV) a l'enlairament i 1.100 kW (1.500 CV) a 750 metres. Oferien un enlairament millorat i un millor rendiment a baixa altitud.El 30 d'octubre de 1942, la producció Il-2s impulsada per motors AM38m es va utilitzar al Front Central per primera vegada quan van atacar amb èxit l'aeròdrom de Smolensk ocupat pels alemanys. Les armes del darrere del Xturmovik van demostrar ser efectives contra els caces hostils, i només durant les proves de servei, els artillers van abatre set Bf 109 i van rebutjar molts atacs. Al gener de 1943, els avions d'atac biplaça van començar a arribar a les unitats de primera línia.
Amb tot i això, la taxa de mortalitat entre els artillers aeris es va mantenir excepcionalment elevada i només per als models tardans produïts després del 1944 la placa posterior de 13 mm (0,51 in) de la carcassa de blindatge es va traslladar cap enrere, cap al fuselatge posterior (de fusta) per permetre als artillers de seure darrere del dipòsit de combustible. El blindatge no s'estenia cap a la part posterior ni cap avall, tot i que els panells laterals de l'armadura eren reblats a la placa del blindatge posterior per protegir el dipòsit de munició de la metralladora UBT, fet que proporcionava una certa protecció. Aquests problemes es van corregir ràpidament amb millores aerodinàmiques i l'ús de panells laterals de fusta més lleugers.
El 1943, els perfils aerodinàmics de l'Ile-2 Tipus 3 (Il-2m3) van ser redissenyats per tenir ales amb una forma més semblant a les dels avions d'entrenament estaunidencs North American T-6 Texan. A causa de l'ús d'ales amb una inclinació més petita de 15 graus, les prestacions i característiques de vol dels Xturmoviks van millorar i les seves pèrdues van disminuir. A causa de la manca de caces durant la batalla de Stalingrad, els modernitzats Il-2 s'utilitzaren ocasionalment per atacar bombarder i transports enemics.

### Combat aire-aire
Els Xturmoviks també van registrar diversos abatiments d'avions de combat alemanys.
A causa de l'escassetat d'avions de combat, el 1941–1942, els Il-2 es feren servir ocasionalment com a caces. Tot i ser superat per caces "pura sang" com el Messerschmitt Bf 109 i el Focke-Wulf Fw 190, als combats aeris propers, l'Il-2 podia enfrontar-se a altres avions de la Luftwaffe amb cert èxit. Les unitats de primera línia alemanyes equipades amb el Henschel Hs 126 van patir sobretot els estralls de l'Il-2. Els pilots d'Il-2 també atacaven sovint formacions properes de Junkers Ju 87, ja que les metralladores de 7,92 mm dels Ju 87 Stukas eren ineficaces contra els Xturmoviks fortament blindats. A l'hivern de 1941-1942, es van utilitzar Il-2 contra avions de transport de la Luftwaffe i es van convertir en l'adversari més perillós del Junkers Ju 52/3m. Els pilots del 33è GvXAP van ser els que van tenir més èxit en aquestes operacions. Altres unitats amb èxit van ser les del 1942–1943 que operaven a prop de Stalingrad. Els seus objectius no eren només els Ju 52, sinó també els bombarders Heinkel He 111 i Focke-Wulf Fw 200 Condor, que lliuraven subministraments a les tropes alemanyes assetjades.
Tot i que l'Il-2 era una arma mortal aire-terra, i fins i tot un interceptor bastant eficaç contra bombarders lents i avions de transport, la seva vulnerabilitat a l'atac dels caces li va comportar fortes pèrdues. Aquestes van ser molt elevades, les més altes de tots els tipus d’avions soviètics, tot i que tenint en compte les xifres d'avions en servei, això era d'esperar. Les pèrdues de Xturmoviks (inclòs el tipus Il-10), el 1941-1945, van ser de 10.762 avions (533 el 1941, 1.676 el 1942, 3.515 el 1943, 3.347 el 1944 i 1.691 el 1945). La principal tàctica defensiva era volar baix i reduir la potència a mesura que el caça s'apropava. Això podia fer que el caça se sobrepassés i volés cap la zona de tir de l'Il-2.

## Resum
Molts van considerar que l'avió era una de les millors màquines de la Segona Guerra Mundial.El seu disseny senzill i, sobretot, el seu fort blindatge, van ser elogiats, cosa que el va fer gairebé indestructible. Després de la caiguda del comunisme, però, hi va haver veus que criticaren la construcció de l'Iliuixin.
Entre els defectes del Xturmovik, els opositors van esmentar principalment una construcció primitiva que es remunta a principis dels anys trenta: un sistema de refrigeració obsolet o una estructura de fusta no permanent a la secció de cua. Altres inconvenients eren: poca maniobrabilitat de la màquina, poca velocitat i impotència pràcticament total en presència d'avions de combat enemics, així com visibilitat insuficient a la part posterior de l'avió. Un greu desavantatge era el dèbil armament i, a més, la seva gran dispersió (especialment dels canons VIa-23). La manca d’una mira de bomba va contribuir a la poca efectivitat dels atacs contra objectius a punts terrestres. A més, l'Il-2 tenia una capacitat de càrrega de bombes molt petita (400-600 kg) en comparació amb, per exemple, l'alemany Ju 87, que era capaç de suportar fins a 1000 kg de càrrega de bombes. Un altre punt feble dels tancs voladors era la mala qualitat dels materials utilitzats en la seva producció i la manca d'equipament. Els motors eren molt fràgils i la manca de ràdio feia impossible contactar amb les unitats de comandament o terrestres. Els aviadors també es queixaven de l'estat sovint deplorable dels avions i d'un funcionament inadequat.Com a últim punt decisiu, els oponents de l'Il van citar una formació insuficient dels pilots i errors en les tàctiques d'ús dels Xturmoviks, fet que van provocar la pèrdua de molts avions.
En total (incloent l'Il-10) els anys 1941–1945 l’URSS va perdre 10.762 Xturmowiks en combat, dels quals 533 el 1941, 1.676 el 1942, 3.515 el 1943, 3.347 el 1944 i 1.691 el 1945). De mitjana, hi va haver una pèrdua per cada 11 vols del monoplaça. La versió biplaça tenia una relació de vol / pèrdua molt millor, de 26:1. Durant la guerra, les baixes de Xturmowiks van ser superiors a les dels bombarders o caces, malgrat que els Ils estaven millor blindats. El motiu d’això era una tàctica inadequada: els avions sobrevolaven la major part del temps per damunt de la línia del front a poca altitud, per la qual cosa estaven constantment sota el foc de l'artilleria antiaèria.

## Tripulants famosos
Entre els pilots que es van fer famosos per lluitar amb l'Il-2 hi havia la tinent Anna Iegórova que va realitzar 277 missions de combat. El 20 d’agost de 1944 va ser abatuda i feta presonera pels alemanys. El 6 de maig de 1965 va rebre l'estrella d'or de l'Heroi de la Unió Soviètica.
El tinent subaltern Ivan Dratxenko, un altre pilot de Xtormmovik, va ser un dels quatre homes que van ser guardonats amb l'estrella d'or de l'Heroi de la Unió Soviètica i l'Orde de Glòria de 3a classe.Tot i haver perdut l'ull dret com a conseqüència de les ferides sofertes en una missió de combat el 14 d'agost de 1943, va tornar al servei actiu i va continuar fent sortides de combat fins al final de la guerra.
El cosmonauta Gueorgui Beregovoiva realitzar 185 missions de combat a l'Ile. El 1962 es va unir al programa espacial soviètic i el 1968 va volar a l'espai com a part del projecte Soiuz 3.

Durant la Segona Guerra Mundial, hi hagué freqüents "regals" d'avions a pilots específics. Els avions eren finançats per famílies, fàbriques o companys de pilots caiguts. Un dels regals més famosos va ser l'avió de la filla de set anys del comandant caigut del 237 XAP. Després de la mort del seu pare, la noia va enviar 100 rubles a Stalin amb la petició que fes servir aquests diners per comprar un nou Xturmovik per venjar la mort del seu pare. Excepcionalment, la carta va caure en mans de Stalin i el 237 XAP va obtenir un nou Il-2 m3 amb la inscripció "De Lenka per al pare".